# Jacques-Olivier Broner
Jacques-Olivier Broner, né le 12 mai 1968 à Boulogne-Billancourt, est un dirigeant d'entreprise et une personnalité française du monde de la communication.

## Biographie

### Carrière dans la musique
Jacques-Olivier Broner est scolarisé au lycée Hélène-Boucher de Paris. Dès l'âge de 14 ans, il est batteur professionnel et joue avec des artistes de rock et de jazz. À 18 ans, il crée son propre label d'édition et de production musicale, Idem Productions, et accompagne notamment le groupe de rock parisien La Place,.
Jacques-Olivier Broner sort diplômé d'HEC en 1991 et rejoint le label musical Epic Records (Sony Music). Il devient directeur du marketing chargé de la promotion d'artistes internationaux dont Michael Jackson et Sade, et du développement d'artistes français dont NTM et Pascal Obispo. Il rejoint ensuite le groupe Canal+ en 1995 pour créer et diriger les labels La Bande Son et Initial,, puis Universal Music en 1998 en tant que directeur général adjoint, chargé du marketing et de la promotion.

### Carrière dans la communication
Il quitte Universal Music pour créer la société Rouge avec Gérald de Palmas et Mikael Sala, une structure consacrée à la production musicale. Les associés se séparent et Jacques-Olivier Broner la transforme en agence de communication créative. Son approche se situe aux antipodes du communiquer trop et mal : Il affirme que les jeunes sont moins sensibles à la publicité que leurs aînés, d'où la recherche d'une communication toujours plus créative pour atteindre cette population.  
À partir de 2000, Jacques-Olivier Broner est l'agent d'Eve Solal, la première star virtuelle française, créée par Attitude Studio,. Il développe le Xbox Lounge, l'appartement secret Xbox créé 8 mois avant la sortie de la console, lance la première web-série en France Libre comme l'air, et produit le premier clip en direct depuis l'espace pour Bob Sinclar. En 2013, il organise la mise en place du Xbox One Hotel, le premier hôtel aménagé pour jouer, et non pour dormir, et où chaque chambre est l'extension d’un jeu.
En septembre 2014, Jacques-Olivier Broner cède Rouge à Hopscotch Groupe, et devient directeur général de l'agence Hopscotch, principale agence du groupe,. En 2015, il développe pour Jamel Debbouze la campagne du film Pourquoi j'ai pas mangé mon père qui inclut la 1ère campagne nationale dans les restaurants à kebab en France. Lors de l'Euro 2016, il pilote le dispositif digital de la marque automobile Kia. Au sein d'Hopscotch, il développe la notion de communication inclusive. Il quitte Hopscotch Groupe en 2017.
Entre 2016 et 2023, Jacques-Olivier Broner participe au développement de la société Alkymia en Inde avec plusieurs associés dont le fondateur Marc Miance, Anish Mulani et Amitabh Bachchan.
Il est également le co-fondateur en 2003 de l'Institut Nemo, école parisienne, dont il prend en charge avec Anna, son épouse et associée, la croissance rapide entre 2022 et 2025, avant de la vendre au fonds Activa

## Autres fonctions
- 2011 : Cofondateur, président et administrateur de l'association Le Raffut[16], devenue Lévénement en 2015, association  de référence des agences et producteurs d'événements[17]
- 2019 : Président du Jury de la première éditions des Worlds Bloggers Awards à Cannes[18]